# Abdurrahman Wahid
Abdurrahman Wahid, rodným jménem Abdurrahman Addakhil, přezdívaný též Gus Dur (7. září 1940 – 30. prosince 2009), byl indonéský politik, čtvrtý prezident Indonésie a první prezident země zvolený demokratickým parlamentem. Funkci hlavy státu zastával v letech 1999–2001.

## Biografie

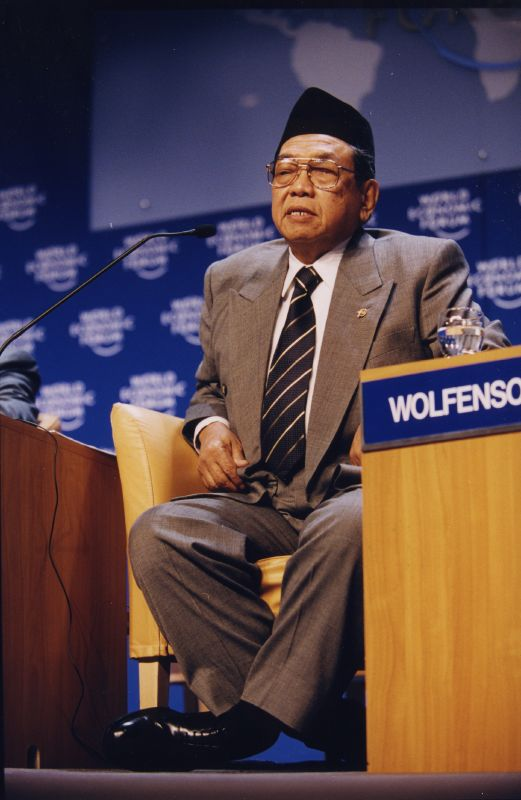
Wahid na světovém ekonomickém fóru v Davosu roku 2000

Původně byl islámským duchovním, předsedal sunnitské muslimské organizaci Nahdlatul Ulama. Po pádu Suhartova režimu založil politickou stranu Partai Kebangkitan Bangsa (Strana národního probuzení) - muslimskou, avšak nesektářskou. Ve volbách v červnu 1999 získala strana 12 procent hlasů, zvítězila Indonéská demokratická strana - Boj Megawati Sukarnoputri s 33 procenty. Megawati neměla v parlamentu většinu, ale Wahid byl ochoten s ní jít do koalice a podpořit ji ve volbě prezidentem. Situace se však vyvinula nečekaně, postsuhartovská strana Golkar odmítla kandidaturu vlastního kandidáta a dosavadního prezidenta Bacharuddina Jusufa Habibieho a oznámila, že v prezidentské volbě podpoří Wahida. Ten mezitím získal podporu i jiných muslimských stran (Osa středu Amiena Raise), a tak byl 20. října 1999 zvolen prezidentem 373 hlasy (Megawati získala 313 hlasů). Megawatini podporovatelé byli zaskočeni a začali pořádat veřejné protesty. Aby situaci zklidnil, přesvědčil Wahid vlastní spolustraníky, aby zvolili Megawati viceprezidentkou.
Základními demokratickými reformami Wahida bylo, že zrušil ministerstvo informací, skrze nějž Suhartův režim ovládal média, a ministerstvo blahobytu, které bylo proslulé korupcí a vyděračskými praktikami. Podařilo se mu zahladit hrozící konflikt v nejvíce muslimské indonéské provincii Aceh, kde se začalo hovořit o odtržení po vzoru Východního Timoru. Wahid zde snížil počet indonéských vojáků. V březnu 2000 zahájil rozhovory s Osvobozeneckým hnutím Acehu (Gerakan Aceh Merdeka) a v květnu s ním podepsal memorandum o porozumění. Udělal řadu vstřícných kroků i vůči čínské menšině – zrušil zákaz čínských znaků na displejích elektronických zařízení a umožnil všem Číňanům vzít si zvláštní dovolenou pro oslavy čínského nového roku. Zvláštní pozornost vyvolával Wahidův proizraelský postoj, který vedl často ke kritice radikálnějších muslimských skupin v Indonésii. Wahid na ní však reagoval tezí, že Izrael není ve střetu s islámem, ale s Araby. Další konflikt s radikálními islamisty absolvoval tehdy, když zabránil islámské milici Laskar Džihád odjet na ostrov Moluky a vést zde boj s většinovými křesťany.
Jeho vládou však brzy začaly zmítat nesváry. Čelil dvěma vážným obviněním ze zpronevěry, v prvním případě 4 milionů dolarů ze Státní logistické agentury a ve druhém 2 milionů, jež měly být darem brunejského sultána Acehu. Rostoucí problémy vedli k oslabení zpočátku široké vládní koalice. Nejprve odešli ministři Golkaru. Rostla také kritika Megawati kvůli Wahidovým ústupkům Západním Papuáncům, další separatistické skupině v Indonésii. Zásadní se ale stala ztráta podpory Amiena Raise - v listopadu 2000 získal 151 podpisů poslanců žádajích Wahidův impeachment. V lednu 2001 hovořil Wahid na setkání s rektory vysokých škol o možnosti rozpustit parlament, pokud by hrozilo, že Indonésie upadne do anarchie. Ač hovořil mimo záznam, informace vyvolala v parlamentu pozdvižení. Parlament schválil velkou většinou dvě memoranda proti Wahidovi, jen poslanci jeho strany na protest odešli ze sněmovny. To rozčílilo Wahidovy příznivce, kteří začali pořádat demonstrace a na několika místech země zaútočili na sídla strany Golkar. Wahid se snažil demonstranty uklidňovat a řešit krizi politicky - odvolal některé ministry z vlády. Tím však ztratil podporu Megawati a její strany. Wahid se ocitl v izolaci, avšak indonéský politický systém je prezidentský a odvolat prezidenta je velmi obtížné. Politický pat se Wahid pokusil v červnu 2001 vyřešit vyhlášením Stavu ohrožení státu. Nemohl se však spolehnout na armádu, kterou si znepřátelil snahami ji reformovat a aférou s milicemi Laskar Džihád (které, jak se ukázalo, byly tajně vyzbrojovány armádou). 40 000 vojáků v rámci mimořádného stavu sice zamířilo do Jakarty, ale hlavně jejich děl mířily na prezidentský palác. Parlament v této chvíli našel odvahu Wahida svrhnout a zvolit prezidentkou Megawati. Wahid ještě chvíli odmítal opustit prezidentský palác, avšak 25. července odjel do USA, oficiálně nechat se lékařsky ošetřit. V praxi to znamenalo jeho kapitulaci.
Wahid se pak ještě pokusil čelit opozici ve vlastní straně jejím rozštěpením a se svými věrnými založil stranu novou. Ve volbách získala 10 procent hlasů. V následující prezidentské volbě Wahid odmítl podpořit některého ze dvou kandidátů, Megawati či Susilo Bambang Yudhoyonoa. Zvítězil Yudhoyono a Wahid se stal jeho velkým kritikem. To ho znovu sblížilo s Megawati, která stanula rovněž v opozici. Wahid se chtěl pokusit ve volbách roku 2009 znovu získat prezidentský post, avšak v tomto roce zemřel.